# 封蝋
封蝋（ふうろう、シーリングワックス、英: Sealing wax）とは、ヨーロッパにおいて、手紙の封筒や文書に封印を施したり、主に瓶などの容器を密封したりするために用いる蝋である。

## 概要
手紙の封緘としての封蝋は、ヨーロッパにおいては遅くとも14世紀には一般化しており、色付けされた蝋が封蝋に使われていた。封蝋の普及以前は、粘土による封泥のほか、セメントなどが蝋の代わりに用いられていた。
手紙や文書の場合は、この上に印璽（シール）で刻印することで、中身が手つかずである証明を兼ねる。メーカーズ・マークのブルー・トップなど日本国外の酒瓶、例えば、ウイスキーやブランデーなどの高級酒の封にも手紙と同様の封蝋を手作業で施すこともある。あるいは封蝋を模した印刷物や樹脂製のパッチでリボンを留めるのに用いて製造者の証明とともに高級感の演出として用いられることがある。
手紙の封に用いられる封蝋には印璽（いんじ、または単に璽（じ）、シーリングスタンプ）という判子のような型、またはシグネットリング（指輪印章）を捺す。この印璽には差出人個人やその人物の家系のシンボルが刻まれており、差出人を証明する証ともなる。印璽を意味するシールという言葉が「紋章」と訳されることもあるものの、家や個人の紋章はアームズまたはコート・オブ・アームズと呼ばれ、そのまま封蝋の印璽に用いられることはない。印璽のデザインは紋章を元にしたものも少なくないが、基本的にこれらは別の物として扱われる。欧米の州章、郡章、市章および軍隊章などや、各自治体の首長を始め州知事、アメリカ合衆国大統領の職名章もシール（Seal）と呼ばれる。これらはほとんどすべてが丸いデザインになっていて、これらはこの印璽の丸い形から来ている。
封蝋で閉じられた封筒を開封すると封蝋は砕けてしまうので、受取人が開封する前に誰かが開封すればすぐに露見し、印璽を精巧に偽造でもしない限り、再び同じように封をすることも難しい。逆に、封蝋に印璽を押すのを忘れると、本人が差し出したものであっても名宛て人には信用してもらえないということもあり得る。昔は、メッセンジャーを使いに出し、信書は使いの者から宛先の本人またはその代理人へ直接手渡しで渡されていたため、輸送中に封蝋が砕けてしまうことはあまりなかった。
近代郵便制度が整備されると、信書を家事使用人に配達させる例は激減した。また、大量輸送による信書の運搬に際しては、他の郵便物と接触して封蝋が破損することもあった。そのため、封蝋の使用は減少していった。かつて信書には印判と署名とを添えていたが、次第に署名のみとなって印璽は使われなくなった。なお、途中で封筒の口が開いてしまわないようにするためには、封蝋以外にも糊などで封をしておく必要がある。
また現代の欧米における公証人（Notary public）が署名とともに用いるものもノータリーシール（Notary Seal）と呼ばれ、封蝋の印璽に似たシンボルのエンボス印を押す。
現代においてはラッピングやグリーティングカードの装飾として使われることも多い。割れを防止するために弾力のあるフレキシブルタイプの蝋やグルーガンタイプの蝋も販売されており、郵送の際の破損防止にも役立つ。

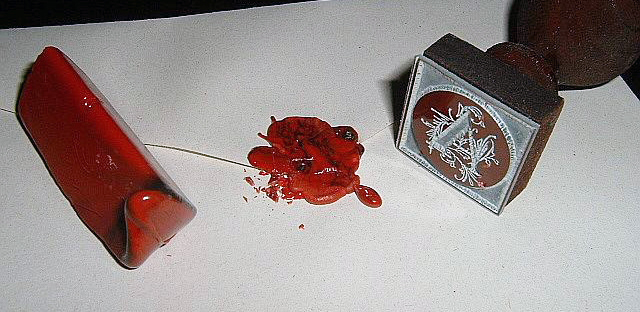
手紙に用いられる封蝋の例。赤い棒状のものが蝋で、蝋燭などの火で炙って溶かし、封筒の蓋の上に垂らす。蝋が固まる前に素早く（槌で一撃するように）印璽を押し付けて型を押す。
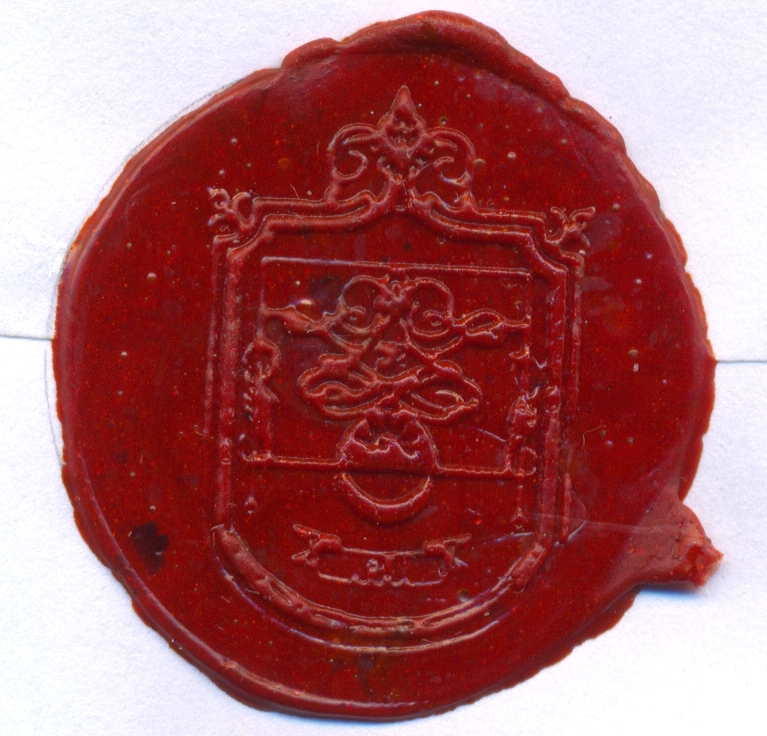
印璽が捺された封蝋
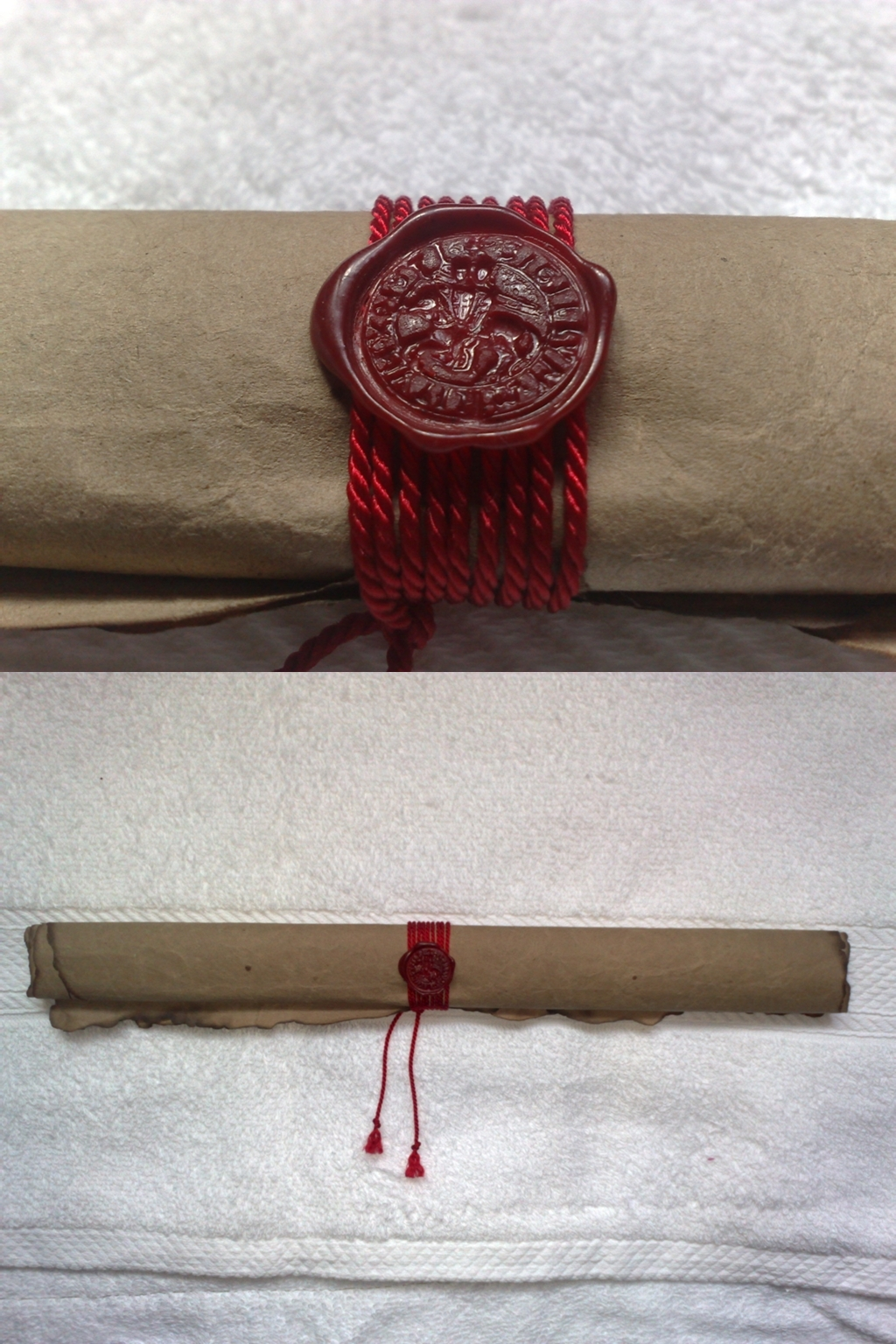
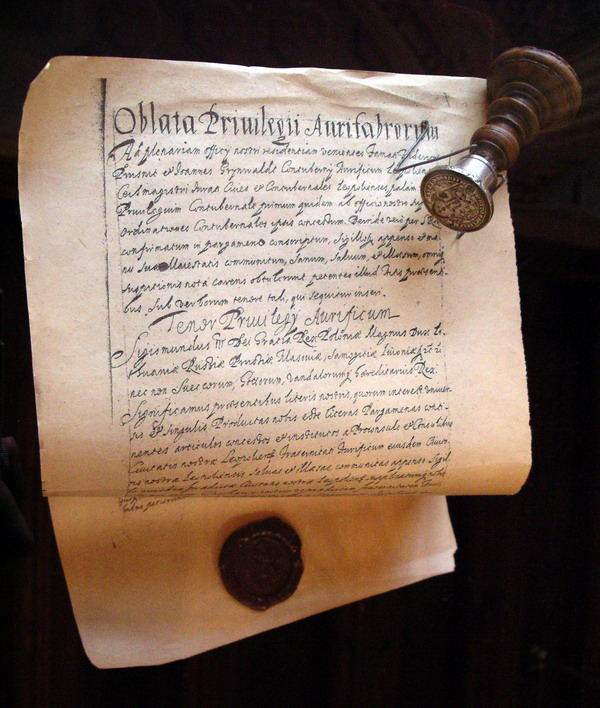
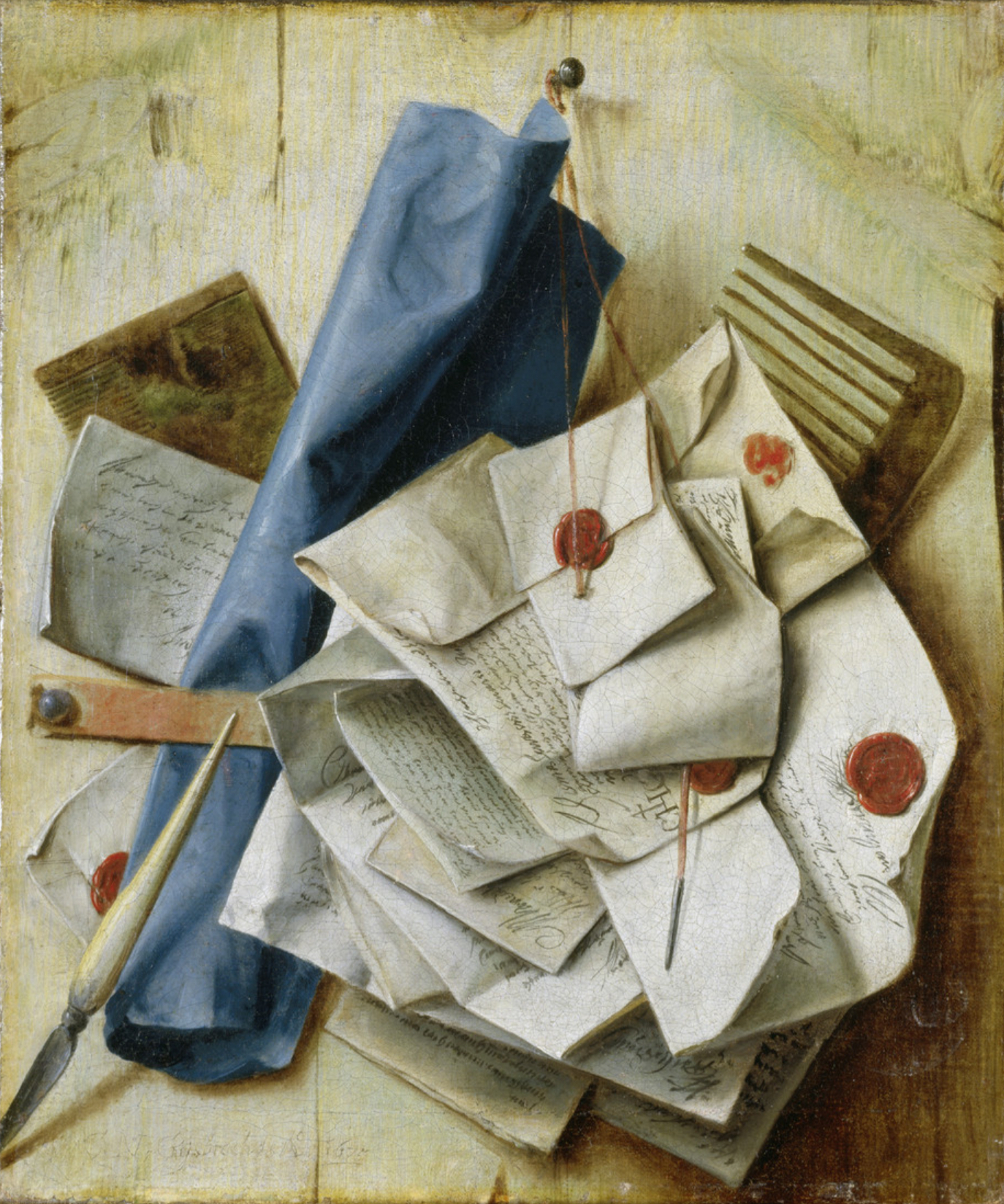
封蝋で封印された手紙。絵はCornelis Norbertus Gysbrechts（1665）による。

## メーカー
封蝋と印璽（シーリングスタンプ）は日本でも輸入文房具を扱う文房具店や雑貨店、通信販売などで購入することができ、近年では100円ショップなどでも安価なものが販売されている。シーリングスタンプのデザインはあらかじめ決められているものから選ぶか、自分で考えたデザインをオーダーメイドで作ってもらうこともできる。また、手軽に封蝋を使う気分を味わうためにポリレジン製のシーリングワックス風シールが販売されている。
現在、封蝋に用いる道具を製造している主なメーカー・ブランドは次のとおり。
- アブラクサス（ABRAXAS） -  スイス
- エルバン（J.HERBIN） -  フランス
- アラジン（Aladine） -  フランス
- ルビナート（RUBINATO） -  イタリア
- スチュアート・ホートン（Stuart Houghton） -  イギリス
- ムッハ（Mucha） -  ドイツ
- スパイス社（SPICE） -  日本
- ワックスシールジュエリ（WAXSEAL JEWELRY）  -  日本